# Rosser
Rosser és una vila dels Estats Units a l'estat de Texas. Segons el cens del 2000 tenia 379 habitants.

## Demografia
Segons el cens del 2000, Rosser tenia 379 habitants, 132 habitatges, i 97 famílies. La densitat de població era de 72,8 habitants/km².
Dels 132 habitatges en un 32,6% hi vivien nens de menys de 18 anys, en un 57,6% hi vivien parelles casades, en un 11,4% dones solteres, i en un 26,5% no eren unitats familiars. En el 23,5% dels habitatges hi vivien persones soles el 12,1% de les quals corresponia a persones de 65 anys o més que vivien soles. El nombre mitjà de persones vivint en cada habitatge era de 2,87 i el nombre mitjà de persones que vivien en cada família era de 3,4.
Per edats la població es repartia de la següent manera: un 29% tenia menys de 18 anys, un 10,3% entre 18 i 24, un 29% entre 25 i 44, un 20,1% de 45 a 60 i un 11,6% 65 anys o més.
L'edat mediana era de 34 anys. Per cada 100 dones de 18 o més anys hi havia 88,1 homes.
La renda mediana per habitatge era de 38.558 $ i la renda mediana per família de 39.886 $. Els homes tenien una renda mediana de 38.750 $ mentre que les dones 23.750 $. La renda per capita de la població era de 13.960 $. Aproximadament el 18,2% de les famílies i el 14,7% de la població estaven per davall del llindar de pobresa.

## Poblacions més properes
El següent diagrama mostra les poblacions més properes.